# 西域亞口魚
西域亞口魚（學名：Catostomus occidentalis）為輻鰭魚綱鯉形目亞口魚科的其中一種，為溫帶淡水魚，分布於美國加利福尼亞州北部的馬德河到薩利納斯河、薩克拉門托河-聖華金河流域、俄勒岡州的鵝湖到加利福尼亞州的克恩河流域，體長可達60公分，壽命可達10年，棲息在有水質清澈、冰冷、沙石底質的溪流、湖泊底層水域，生活習性不明，為當地印地安人重要食物來源。 